# Cyclommatus strigiceps saltini
Cyclommatus strigiceps saltini es una subespecie de coleóptero de la familia Lucanidae.

## Distribución geográfica
Habita en Tailandia.